# Carina Görlin
Carina Görlin, född 17 februari 1963 i Borlänge, Sverige, är en svensk längdskidåkerska som tävlade för Sverige i Världscupen under tidigt 1990-tal.
Vid olympiska vinterspelen 1992 i Albertville slutade hon på 14:e plats i 5-kilometersloppet och 29:e plats i såväl jaktstartsloppet som 15-kilometersloppet och ingick i det svenska lag som slutade på sjunde plats i 4 x 5 kilometer stafett.
1993 vann hon Tjejvasan.

### Fotnoter
1. ↑  Carina Görlin på Sveriges Olympiska Kommittés webbplats
2. ↑  ”Tjejvasan”. Vasloppet. Arkiverad från originalet den 3 november 2014. https://web.archive.org/web/20141103200622/http://www.vasaloppet.se/wps/wcm/connect/daaa3180449c33a99e44ff27c64f5ec4/segrare_TjejVasan_sv3bcd.pdf?MOD=AJPERES. Läst 1 februari 2015.